# カイノキ
カイノキ（楷樹、楷の木、学名: Pistacia chinensis）は、ウルシ科カイノキ属の落葉高木。同じウルシ科のピスタチオとは同属で近縁。別名カイジュ、ランシンボク（爛心木）、トネリバハゼノキ、ナンバンハゼ（南蛮櫨）、クシノキ（孔子の木）、オウレンボク、トネリコバハゼ。中国名は、黃連木（別名：楷木）。
カイノキは、直角に枝分かれすることや小葉がきれいに揃っていることから、楷書にちなんで名付けられたとされる。別名のクシノキは、山東省曲阜にある孔子の墓所「孔林」に弟子の子貢が植えたこの木が代々植え継がれていることに由来する。また、各地の孔子廟にも植えられている。このように孔子と縁が深いことから、学問の聖木とされる。
また、科挙の進士に合格したものに楷の笏を送ったことから、その合格祈願木とされていた。

## 形態・生態
落葉広葉樹の高木。雌雄異株で、樹高は20 - 30メートル (m) 、幹の直径は1 mほどになる。
葉は互生し、偶数羽状複葉だが、奇数の葉が混じることがある。小葉は5 - 9対で、倒卵披針形で、濃い緑色をしている。秋には美しく紅葉し、透き通るような赤色から橙色、しばしば黄色が入りグラデーションになる。
花は円錐花序で、4 - 5月に葉に先立って花を咲かせる。雄花は淡黄色、雌花は紅色を呈する。
秋には5 - 6ミリメートル (mm) の赤い球形の果実を房状につける。果実は熟すると紫色になる。

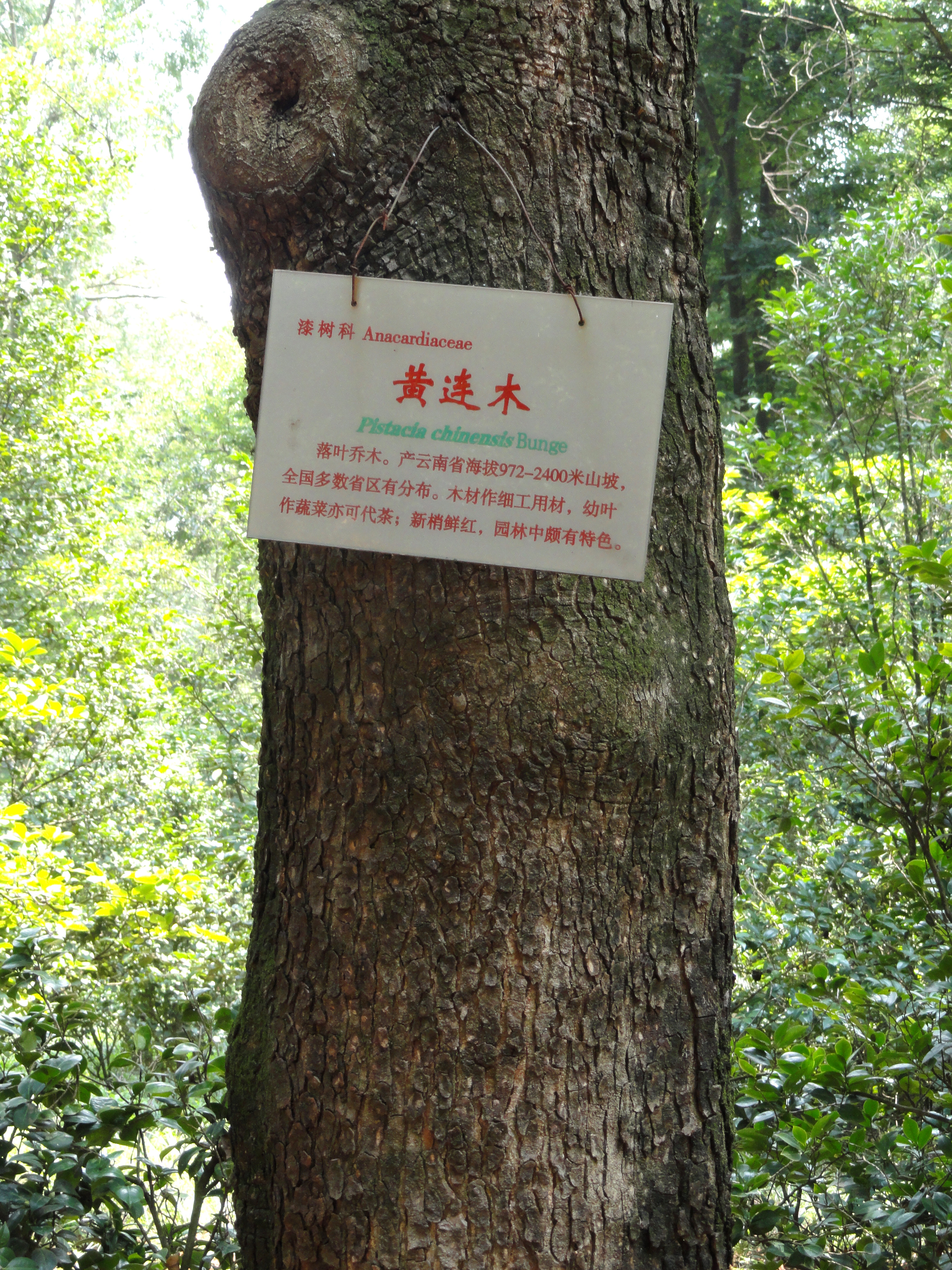
樹皮
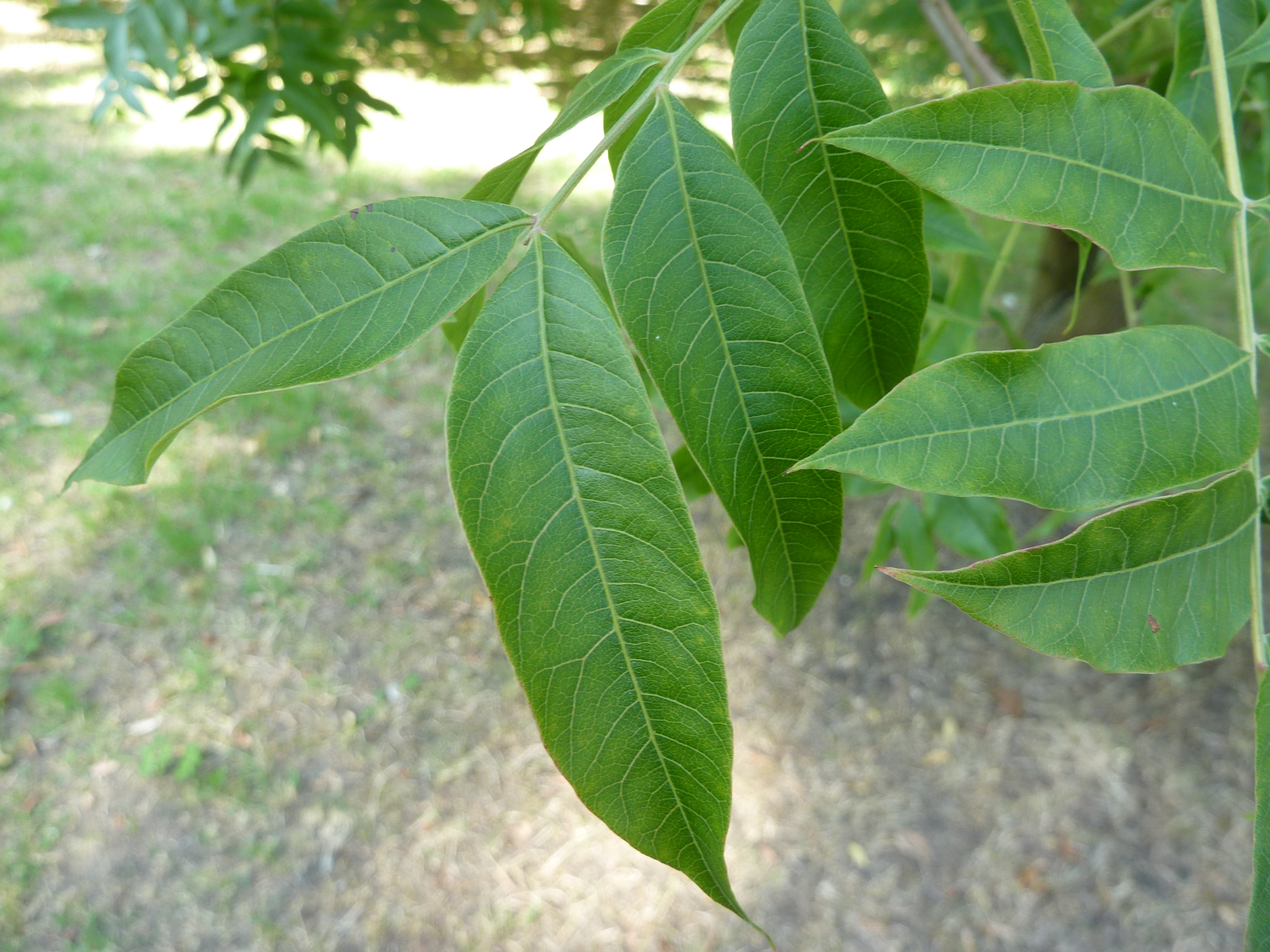
葉
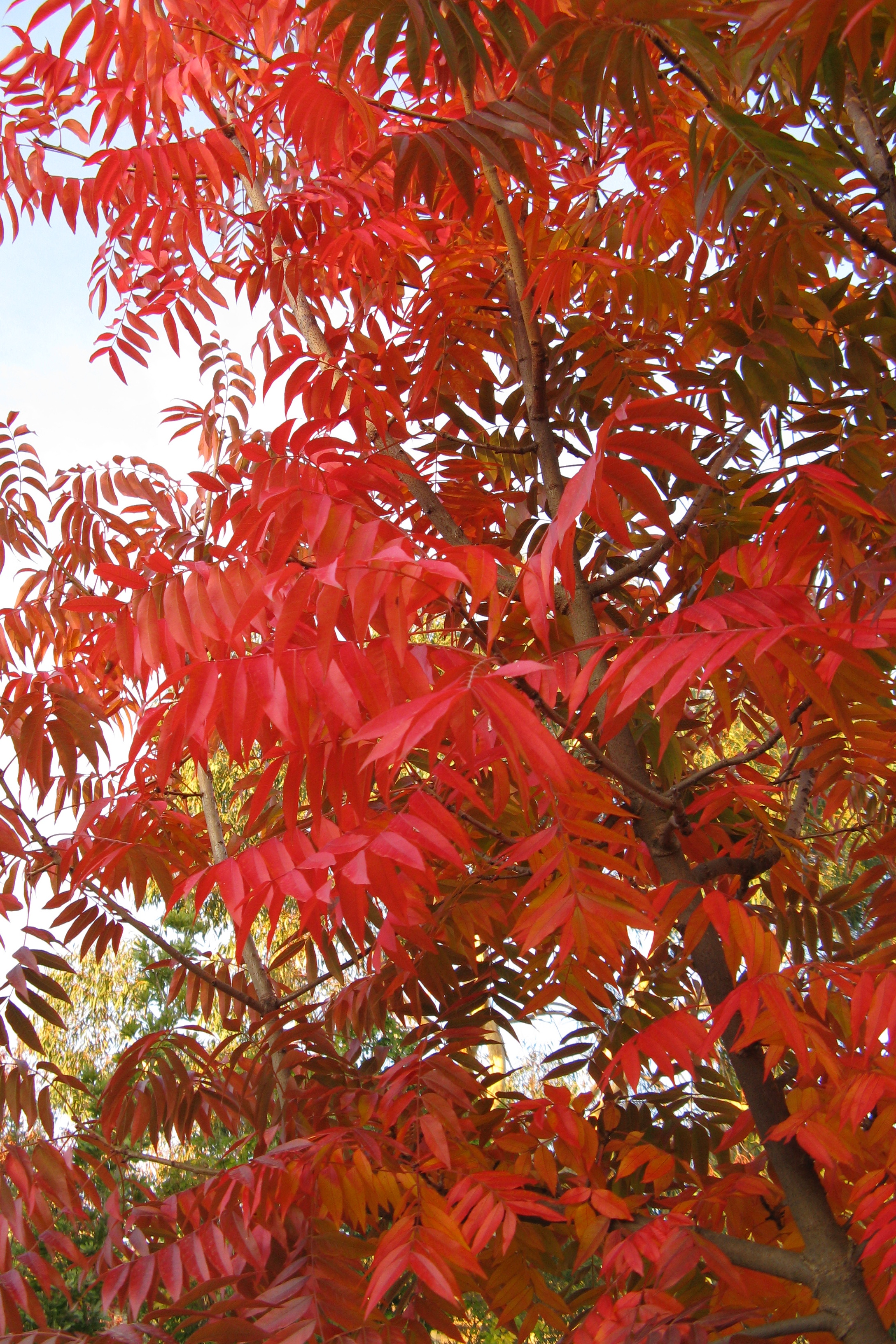
紅葉した葉

## 分布
中国原産。東アジアの温暖な地域に自生する。日本には、1915年に孔林で採られた種子が伝えられ、東京都目黒区の林業試験場（現在の林試の森公園）に植えられた。

## 人間との関わり
夏には大きな木陰を提供し、秋には美しく紅葉することから、街路樹、公園や庭園などに植えられる。俗に「学問の木」とされ、稀に学校に植えられたり、盆栽にされる。
若葉には特異な芳香があり、茶の代用にされるほか、野菜としても食用にされる。
材質は堅く、心材は鮮黄色で木目が美しい。優良な家具材であり、船材、杖、碁盤などに用いられる。
種子の42.26%が油からなっており（仁部分の油含有率は56.5%）で、燃料やバイオディーゼル燃料に使用するため栽培されている。

## カイノキ属
カイノキ属（カイノキぞく、学名: Pistacia）は、ウルシ科の属の一つ。ランシンボク属ともいう。
- Pistacia aethiopica Kokwaro
- Pistacia afghanistania
- Pistacia atlantica Desf.
- ランシンボク（カイノキ） Pistacia chinensis Bunge
- Pistacia cucphuongensis Dai
- Pistacia eurycarpa Yalt.
- Pistacia integerrima J.Stewart
- Pistacia khinjuk Stocks
- マスティクス（マスティック） Pistacia lentiscus L.
- Pistacia malayana M.R.Henderson
- Pistacia mexicana Kunth
- Pistacia palaestina Boiss.
- テレビンノキ Pistacia terebinthus L.
- ピスタチオ Pistacia vera L.
- セイコウボク Pistacia weinmanniifolia J.Poisson ex Franch.

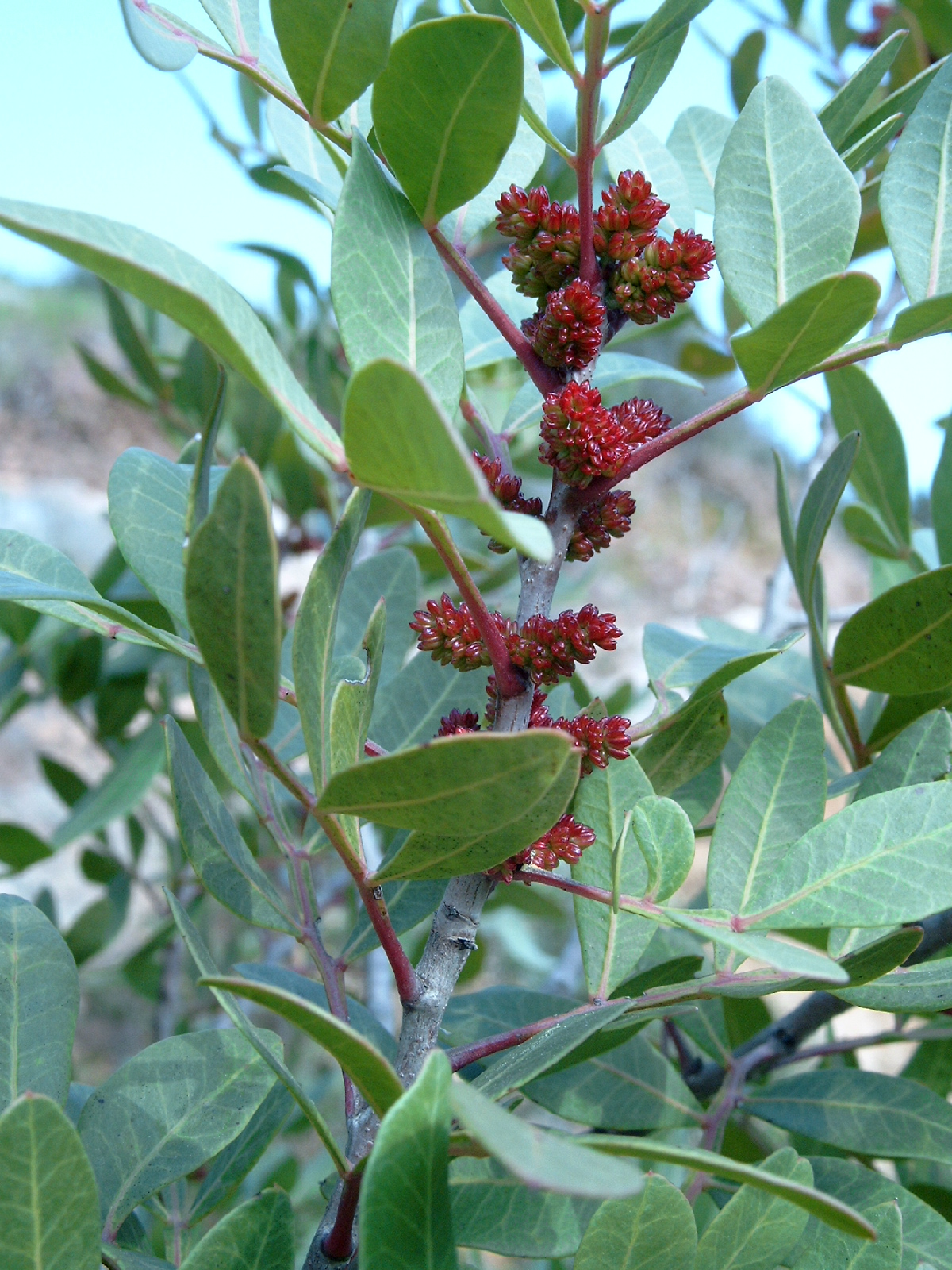
マスティクス（英語版）
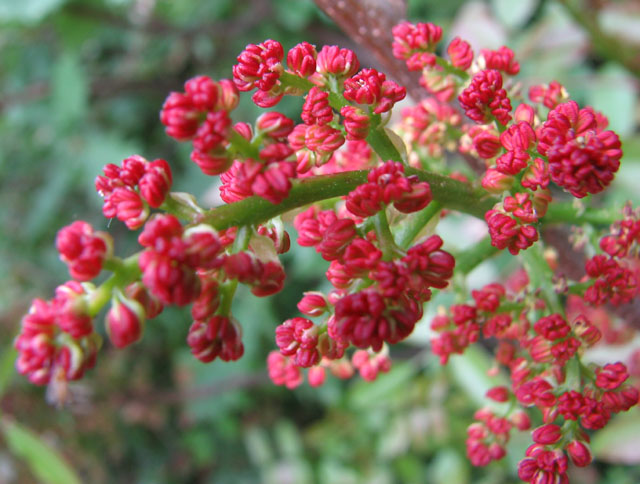
テレビンノキ（英語版）
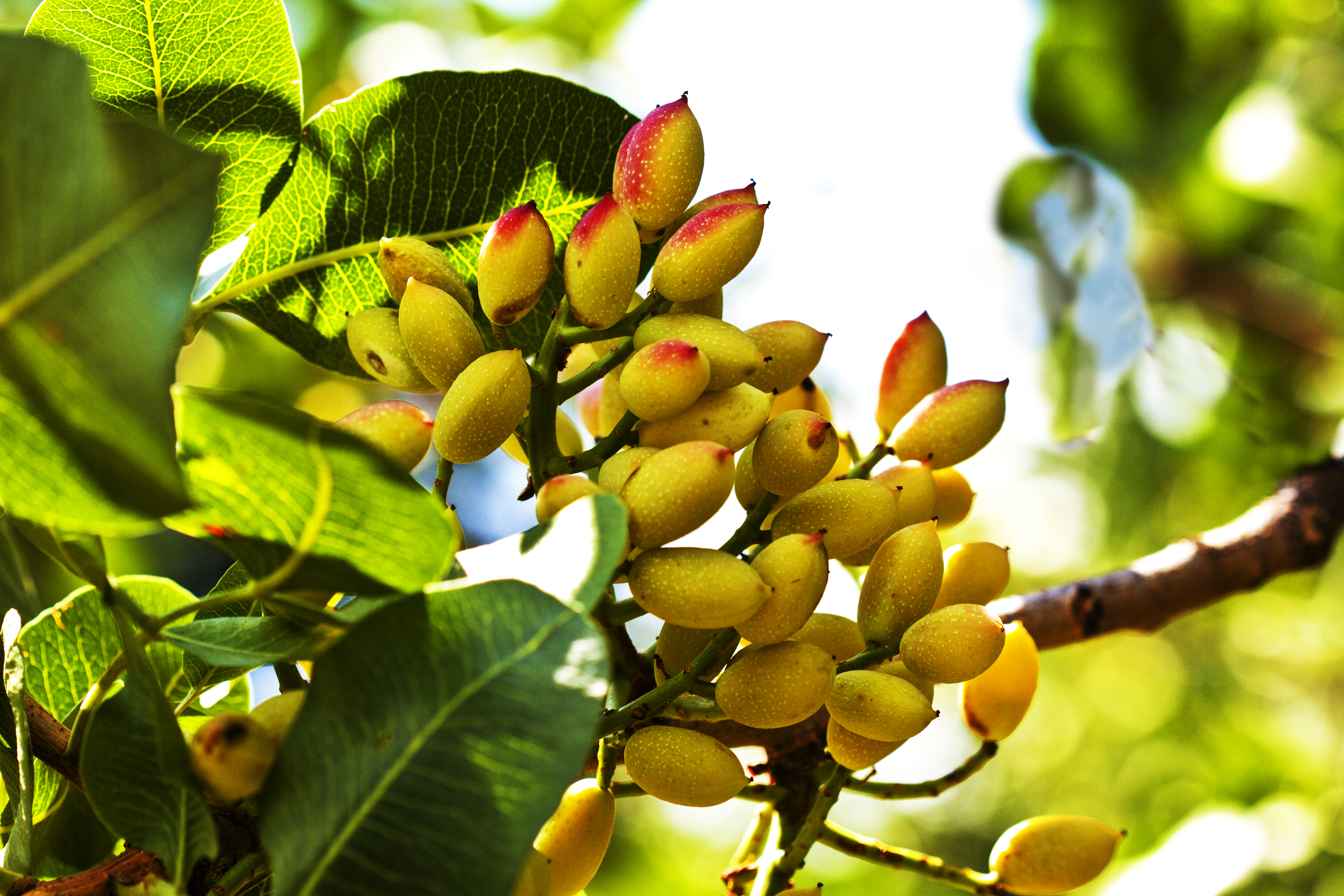
ピスタチオ